# 1月7日
1月7日是公历（平年）一年中的第7天，离全年的结束还有358天（闰年则是359天）。

## 大事记

### 18世紀以前
- 1325年：葡萄牙国王迪尼什一世逝世，其子阿方索四世继承王位。
- 1558年：法兰西王国将领法兰索瓦·德·吉斯的军队攻占在欧洲大陆的英格兰王国据点加莱。
- 1610年：義大利天文學家伽利略·伽利萊發現木衛一、木衛二、木衛三、木衛四四顆衛星。

### 18世紀
- 1782年：美国首家银行北美银行于费城开业。
- 1785年：法国发明家布朗夏尔和美国医生杰弗里斯乘坐气球第一次飞越英吉利海峡。
- 1797年：意大利北部奇斯帕达纳共和国国会决定组成政府，并采用新的三色国旗。

### 19世纪
- 1894年：法裔美国发明家威廉·迪克森获得电影的专利。

### 20世紀
- 1902年：因义和团运动，招致八国联军进北京而被迫逃往西安避难的慈禧太后带着光绪帝返回北京。
- 1904年：馬可尼國際海事通訊公司指定CQD作為其操作員使用的求救訊號（英语：Distress signal）。
- 1922年：愛爾蘭國民議會勉強表決通過允許建立愛爾蘭自由邦的《英愛條約》，結束愛爾蘭獨立戰爭。
- 1927年：中国国民政府接管汉口、九江的英国租界。
- 1932年：美國國務卿亨利·劉易斯·史汀生宣佈史汀生主义，拒绝承认他国靠军事入侵而取得的领土。
- 1939年：法國物理學家瑪格麗特·佩里首次發現化學元素鍅，也是至今最後一個從自然界發現，非經人工合成的化學元素。
- 1959年：美国政府承认卡斯特罗的古巴政府。
- 1964年：巴哈马实行内部自治。
- 1968年：美国探测月球的測量員計畫最后一艘太空船測量員7號于卡纳维拉尔角太空军基地发射。
- 1975年：廉政公署將警務處前總警司葛柏引渡返回香港。
- 1979年：越南人民军部队占领民主柬埔寨首都金边，推翻由波布领导的红色高棉政权。
- 1984年：汶萊加入東南亞國協，成為第六個會員國。
- 1985年：日本宇宙航空機構发射该国首个无人探测仪先鋒號，成为第三个发射深空探测器的国家。
- 1989年：日本皇太子明仁在其父親昭和天皇因病逝世後，正式即位成為第125代天皇，並更改年號為「平成」。
- 1999年：美国参议院开始克林顿弹劾案的审判过程。

### 21世紀
- 2003年：中国安徽合肥发生一七事件。
- 2003年：连接广东与海南的粤海铁路全段开通。
- 2015年：蓋達組織阿拉伯半島分支槍手襲擊法國巴黎《查理週刊》總部，造成12人死亡。
- 2025年：中國大陸西藏自治區日喀則市定日縣發生Ms 6.8地震，造成至少126人死亡，200餘人受傷。
- 2025年：美國加利福尼亞州南部大洛杉磯地區發生大規模山火，造成至少10人死亡，另有17萬餘人被迫疏散。

## 出生
- 1355年：伍德斯托克的托马斯，英格蘭格洛斯特公爵（1397年逝世）
- 1502年：教宗額我略十三世，羅馬主教（1585年逝世）
- 1685年：約拿斯·阿爾斯特魯瑪，瑞典企業家、農業學者（1761年逝世）
- 1748年：大衛·基利，普魯士時期德意志建築家（1808年逝世）
- 1755年：路易·米歇爾·安托萬·薩于克，法國陸軍將軍（1813年逝世）
- 1768年：約瑟夫·波拿巴，法國皇帝拿破崙一世的哥哥（1844年逝世）
- 1800年：米勒德·菲尔莫尔，美国政治人物，第13任美国总统（1874年逝世）
- 1827年：史丹佛·佛萊明，加拿大工程師、發明家（1915年逝世）
- 1845年：路德維希三世，巴伐利亞王國末代國王（1921年逝世）
- 1847年：亞歷山大·卡爾平斯基，俄羅斯地質學家、礦物學家（1936年逝世）
- 1858年：馮國璋，曾任中華民國副總統、代理大總統（1919年逝世）
- 1858年：艾利澤·本-耶胡達，希伯來語辭書學家、新聞編輯人員（1922年逝世）
- 1871年：埃米尔·博雷尔，法國數學家和政治家（1956年逝世）
- 1886年：萬榮華，英國長老教會傳教士，台灣足球運動先驅（1971年逝世）
- 1891年：佐拉·尼尔·赫斯顿，美國民俗學家、作家（1960年逝世）
- 1899年：弗朗西斯·普朗克，法國鋼琴家、作曲家（1963年逝世）
- 1916年：周策縱，中國歷史學家（2007年逝世）
- 1919年：埃列娜·齐奥塞斯库，罗马尼亚政治家（1989年逝世）
- 1921年：切斯特·卡尔曼，美国诗人、翻译家（1975年逝世）
- 1926年：金鍾泌，韩国政治人物，第11、31任韓國總理（2018年逝世）
- 1928年：威廉·彼得·布拉蒂，美國作家、導演、製片人（2017年逝世）
- 1929年：梁舜燕，香港女演員（2019年逝世）
- 1933年：林沖，臺灣男歌手、演員（2025年逝世）
- 1934年：塔索斯·帕帕佐普洛斯，塞浦路斯政治人物、前塞浦路斯总统（2008年逝世）
- 1935年：厉声教，中國外交家、國際法學家（2017年逝世）
- 1937年：唐佳，香港武術指導、男演員、導演（2025年逝世）
- 1939年：米歇爾王子，希臘和丹麥王子（2024年逝世）
- 1941年 : 约翰·E·沃克，英国化学家和学者，诺贝尔奖获得者
- 1943年：，荷蘭成人雜誌出版家、創業家（1994年逝世）
- 1944年:铃村兴太郎，日本经济学家(2020年逝世)
- 1945年：拉伊拉·歐丁嘉，肯亞政治人物，第2任肯亞總理
- 1946年：麥皓為，香港演員（2022年逝世）
- 1948年：水木一郎，日本男歌手、作詞家、作曲家、聲優、演員（2022年逝世）
- 1948年：肯尼·羅根斯，美國創作歌手、吉他手
- 1951年：塔爾加特·穆薩巴耶夫，哈薩克太空人（2025年逝世）
- 1952年：洪金寶，香港男演員
- 1955年：李瑋玲，新加坡神經科醫生（2024年逝世）
- 1956年：大衛·卡羅素，美国演员
- 1957年：凱蒂·庫瑞克，美國新聞主播
- 1961年：琴寶羅，韓國女演員
- 1961年：蘇普麗亞·帕塔克，印度演員
- 1961年：洪慧芳，新加坡女演員
- 1961年：約翰·圖恩，美國政治人物，現任美國參議院少數黨黨鞭
- 1962年：陳秀雯，香港女演員、歌手
- 1962年：亞歷山大·杜金，俄羅斯政治理論家、哲學家
- 1963年：蘭德·保羅，美國醫生、政治人物，現任肯塔基州聯邦參議員
- 1964年：尼古拉斯·凯奇，美国男演員、導演
- 1967年 : 尼克·克萊格，英国学者和政治家，英國副首相
- 1967年 : 伊凡·卡漢，印度宝莱坞演员(2020年逝世)
- 1969年: 馬高·施蒙尼，意大利足球运动员、教练
- 1971年：傑瑞米·雷納，美国男演員
- 1974年：彭立发，中国民运人士
- 1974年：楊恭如，香港女演員
- 1974年：默莉·顧斯勞，印尼女演員
- 1976年：阿方索·索里亚诺，美国棒球运动员
- 1977年：劉志強，香港足球運動員
- 1979年：本名陽子，日本女性聲優
- 1979年：比帕莎·巴蘇，印度演員
- 1979年：克里斯蒂安·林德納，德國政治人物
- 1980年：青木琴美，日本漫畫家
- 1981年：林郁智，台灣主持人
- 1981年：西蒙·馬齊尼亞克，波蘭職業足球裁判
- 1982年：酒井真由，日本漫畫家
- 1982年：蘿倫·科漢，美國女演員
- 1982年：法蘭西斯科·羅德里奎茲，美国棒球运动员
- 1982年：格比亞魯斯·藍斯柏吉斯，立陶宛政治人物，現任立陶宛外交部長
- 1984年：孔賢珠，韓國女演員
- 1985年：路易斯·漢米爾頓，英国一級方程式賽車車手
- 1986年：船圭祐，日本職業足球運動員
- 1987年：達維德·阿斯托里，義大利職業足球運動員（2018年逝世）
- 1987 年:  琳德茜·冯塞卡，美国女演员
- 1987年：黃愷傑，香港男演員
- 1988年：洪詩涵，台灣女子偶像團體Popu Lady成員
- 1988年：潘佩莉，台灣歌手
- 1988年：亢帥克，香港男歌手
- 1988年：林珠銀，韓國女演員
- 1990年：连姆·艾肯，美国演员
- 1990年：吳昀廷，台灣女子偶像團體Popu Lady成員
- 1990年：李京恬，台灣演員
- 1991年：郭阜林，台灣男子棒球運動員
- 1991年:   伊登·夏薩特，比利时足球运动员
- 1991年：卡斯特爾·塞曼亞，南非女子田徑運動員
- 1993年：沈貞巧，香港女歌手
- 1993年：阿布巴卡爾·薩利姆，英國男演員、電子遊戲配音員
- 1993年：達娜·施瓦茲，美國新聞工作者、編劇、作家
- 1994年：亞歷山大·皮里薛恩科，烏克蘭男子舉重運動員（2024年逝世）
- 1994年：陳傑憲，台灣男子棒球運動員
- 1994年：井口和朋，日本男子棒球運動員
- 1994 年 : 李先彬，韩国女演员、歌手
- 1995年：范榮玉，台灣女子羽球運動員
- 1995 年:  喬丹·貝爾，美国男子篮球运动员
- 1996年：傅園慧，中國女子游泳運動員
- 1997年：石田亞佑美，日本女子偶像团体早安少女組10期成員
- 1997年：李賽綸，韓國女子偶像團體fromis 9隊長
- 1997年：金裕賢，韓國女子偶像團體Dreamcatcher成員
- 1997年：伊克拉姆·達赫里，突尼西亞女子跆拳道運動員
- 1998年：洪于晴，台灣女演員
- 2000年：戴培峰，台灣男子棒球運動員
- 2000年：李瑞庭，韓國女子偶像團體Weki Meki成員
- 2000年: 田島芽瑠，日本女艺人，女子偶像团体HKT48 Team H前成员
- 生年不詳：奈波果林，日本女性聲優
- 生年不詳：志方晶子，日本女歌手、作詞家、作曲家

## 逝世
- 672年：天智天皇，日本第38代天皇（626年出生）
- 881年：清和天皇，日本第56代天皇（850年出生）
- 1285年：安茹的查理，那不勒斯國王（1227年出生）
- 1325年：迪尼什一世，西班牙國王（1261年出生）
- 1451年：阿梅迪奥八世，義大利薩伏依公爵，对立教宗（1383年出生）
- 1524年：唐寅，明代画家（1470年出生）
- 1536年：亞拉岡的凱瑟琳，英國國王亨利八世第一任王后（1485年出生）
- 1890年：薩克森-魏瑪-艾森納赫的奥古斯塔，德意志帝國皇后（1811年出生）
- 1916年：村上彰一，日本鐵道工程師（1857年出生）
- 1920年：埃德蒙·巴顿，澳大利亚第一任总理（1849年出生）
- 1932年：安德烈·马其诺（英语：André Maginot），法国国务活动家（1877年出生）
- 1943年：尼古拉·特斯拉，美國發明家、機械工程師、電機工程師、未來學家、實驗物理學家，電力商業化的重要推動者（1856年出生）
- 1944年：盧·亨利·胡佛，美國慈善家、地質學家，前任美國第一夫人（1874年出生）
- 1984年：阿尔弗雷德·卡斯特勒，法国物理学家，1966年诺贝尔物理学奖得主（1902年出生）
- 1988年：廖梦醒，中国社会活动家（1904年出生）
- 1989年：昭和天皇，日本第124代天皇（1901年出生）
- 1995年：穆瑞·羅斯巴德，美國经济学家（1926年出生）
- 1996年：岡本太郎，日本藝術家（1911年出生）
- 1998年：弗拉迪米尔·普雷洛格，瑞士化学家，1975年诺贝尔化学奖得主（1906年出生）
- 1998年：理察·衛斯里·漢明，美國數學家（1915年出生）
- 2003年：公劉，中國詩人、作家（1927年出生）
- 2006年：海因里希·哈勒，奧地利登山运动员，《西藏七年》作者（1912年出生）
- 2014年：邵逸夫，香港知名的電影製作人、娛樂業大亨、慈善家（1907年出生）
- 2014年：何偉龍，香港知名的戲劇導師、資深演員（1955年出生）
- 2017年：馬里奧·蘇亞雷斯，葡萄牙政治家（1924年出生）
- 2017年：巫明霞，台湾演员，藝人施易男之母（1941年出生）
- 2022年：，美國演員、導演、作家、外交官，全世界第一位黑人奧斯卡影帝（1927年出生）
- 2022年：劉思齊，毛澤東長子毛岸英的妻子（1930年出生）
- 2022年：傑克·德羅米，英國政治人物，英國下議院議員（1948年出生）
- 2023年：孫景坤，中國軍事人物（1924年出生）
- 2023年：林少偉，新加坡建築師（1932年出生）
- 2023年：尤里·馬寧，俄羅斯數學家（1937年出生）
- 2023年：羅素·班克斯，美國小說家、詩人（1940年出生）
- 2024年：弗朗茨·贝肯鲍爾，德國足球運動員、教練、領隊（1945年出生）
- 2025年：讓-馬里·勒龐，法國政治家，極右翼政黨國民陣線創立者（1928年出生）
- 2025年：鄭余鎮，臺灣政治人物（1946年出生）

## 节假日和习俗
- 東方基督教：主顯节
- 日本：七草节
- 義大利：国旗日
- 柬埔寨：胜利纪念日、大屠殺逾越日
- 利比里亚：先锋日